# Tiefe der Sehnsucht
Tiefe der Sehnsucht (Passion of Mind) ist ein US-amerikanisches Filmdrama aus dem Jahr 2000. Die Hauptrolle spielte Demi Moore.

## Handlung
Martha Marie/Marty Talridge lebt parallel in New York City und in Südfrankreich. Wenn sie in einem der Leben schlafen geht, wacht sie im anderen Leben mit vollem Bewusstsein der Ereignisse in der anderen Welt auf. In New York City ist sie eine erfolgreiche Verlegerin, in Südfrankreich alleinerziehende Witwe.
In beiden Welten sucht Marie/Marty Rat beim Psychiater. Sie erzählt den Psychiatern über die Sitzungen mit dem jeweils anderen Arzt.
In New York lernt sie den Literaturagenten Aaron Reilly kennen, in den sie sich verliebt. In Südfrankreich lernt sie den Schriftsteller William Granther kennen, mit dem sie eine Beziehung startet. Als sie den Männern über das jeweils andere Leben und die andere Beziehung erzählt, werden sie eifersüchtig.
Zum Filmende verabschiedet sich Marie/Talridge in beiden Welten von den jeweiligen Lebenspartnern und den anderen Menschen, die ihr nah stehen.

## Kritiken
James Berardinelli bezeichnete den Film auf ReelViews als „peinlich“ („embarrassingly“) und „schlecht“. Er würde den Status der Schauspielerin als „ehemaliger Star“ endgültig festigen. Lediglich die Bilder aus Südfrankreich und die der Skyline von Manhattan wären im Film interessant. Berardinelli riet, sich lieber den Film Die zwei Leben der Veronika von Krzysztof Kieślowski anzuschauen.
Roger Ebert kritisierte in der Chicago Sun-Times vom 26. Mai 2000 die Struktur des Films und das Drehbuch.

„Unglaubwürdiges Psychodrama, das sich in bloßen Oberflächenarrangements erschöpft. An die Stelle glaubwürdiger Figurenzeichnung treten lediglich (pseudo-)psychoanalytische Schnittmuster.“

## Auszeichnungen
Demi Moore wurde im Jahr 2001 für die Goldene Himbeere nominiert.